# Medaille „30 Jahre Sowjetarmee und Flotte“

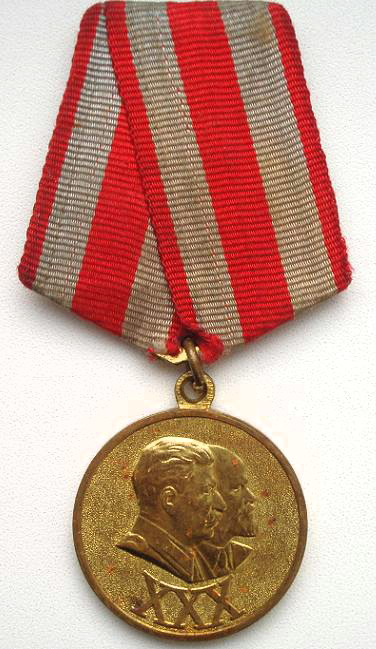
Avers Medaille

Die Medaille „30 Jahre Sowjetarmee und Flotte“ (russisch медаль «30 лет Вооружённых Сил СССР») war eine Auszeichnung der Sowjetunion, welche am 23. Februar 1948 anlässlich des 30. Jahrestages der sowjetischen Streitkräfte sowie seiner Flotte in einer Stufe gestiftet wurde. Die Verleihung erfolgte an alle Militärränge der Armee. 
Die 32 mm durchmessende vergoldete Medaille aus Messing zeigt auf ihrem Avers die rechts blickenden Kopfbüsten von Stalin und Lenin sowie die darunter liegende römische Ziffer XXX> (30). Das Revers der Medaille zeigt dagegen innerhalb der Umschrift: В ОЗНАМЕНОВАНИЕ тридцатой годовщины (Zum Gedenken anlässlich des dreißigsten Jahrestages) die dreizeilige Inschrift: Советской / Армии и Флота / 1918-1948 (Sowjetische Armee und Marine). Darunter ist abschließend ein Sowjetstern abgebildet. Getragen wurden die Medaille an der linken Brustseite des Beliehenen an einer pentagonalen roten Spange, in dessen 4 mm vom Saum entfernt beidseitig ein grauer senkrechter Mittelstreifen eingewebt ist. Die Interimspange ist von gleicher Beschaffenheit. Es wurden 820.080 Medaillen verliehen.